# Paweł Szkopek
Paweł Szkopek (ur. 6 sierpnia 1975 w Dobrzykowie) – polski motocyklista, 12-krotny motocyklowy mistrz Polski, mistrz Europy, zawodnik startujący i punktujący w mistrzostwach świata World Superbike, World Supersport i FIM Endurance World Championship. Ambasador i instruktor sportów motorowych. 

## Kariera sportowa
Najbardziej doświadczony i najszybszy polski zawodnik w rywalizacji na długim dystansie. W 2019 wywalczył czwarte miejsce w 24-godzinnym wyścigu mistrzostw Świata FIM EWC. To najlepszy w historii rezultat Polaka w mistrzostwach świata.
W sierpniu 2017 razem z zespołem Pazera Racing wystartował także z dziką kartą w World Superbike na niemieckim torze Lausitzring. Wcześniej startował w pełnym cyklu World Superbike oraz World Supersport, zaliczając w mistrzostwach świata blisko 60 wyścigów. Od lat związany z marką Yamaha, startując ponad 200-konnym modelem R1. Starszy brat i mentor Marka Szkopka, także zawodnika wyścigów motocyklowych.